# المرحلة الأولى في تصفيات آسيا لكأس العالم 2010
هذه الصفحة ستقدم ملخصات من مباريات الدور الأول عن قارة آسيا المؤهلة لكأس العالم لكرة القدم 2010.

## النظام
المنتخبات المصنفة من 6 إلى 24 تواجهت عشوائيا مع المنتخبات المصنفة من 25 إلى 43 حيث أجريت القرعة في 6 أغسطس 2007 في مقر الاتحاد الآسيوي لكرة القدم في كوالالمبور، ماليزيا. المنتخبات المصنفة من 1 إلى 5 تأهلت مباشرة إلى الدور الثالث .
المباريات أقيمت بين 8 أكتوبر 2007 و 30 أكتوبر 2007. المنتخبات الأحد عشر الأعلى في التصنيف حسب قرعة الدور الأول من بين 19 منتخب تأهلت إلى الدور الثالث بينما الثماني منتخبات الباقية تأهلت إلى الدور الثاني في نوفمبر 2007.

## ملخص
| الفريق الأول  | إجم.                    | الفريق الثاني            | مباراة الذهاب | مباراة الإياب |
| ------------- | ----------------------- | ------------------------ | ------------- | ------------- |
| باكستان       | 0–7                     | العراق                   | 0–7           | 0–01          |
| أوزبكستان     | 11–0                    | تايبيه الصينية           | 9–0           | 2–0           |
| تايلاند       | 13–2                    | ماكاو                    | 6–1           | 7–1           |
| سريلانكا      | 0–6                     | قطر                      | 0–1           | 0–5           |
| الصين         | 11–0                    | ميانمار                  | 7–0           | 4–04          |
| بوتان         | انسحب2                  | الكويت                   |               |               |
| قرغيزستان     | 2–2 (5–6 ركلات الترجيح) | الأردن                   | 2–0           | 0–2 (و.إ)     |
| فيتنام        | 0–6                     | الإمارات العربية المتحدة | 0–1           | 0–5           |
| البحرين       | 4–1                     | ماليزيا                  | 4–1           | 0–0           |
| تيمور الشرقية | 3–11                    | هونغ كونغ                | 2–35          | 1–8           |
| سوريا         | 5–1                     | أفغانستان                | 3–0           | 2–11          |
| اليمن         | 3–2                     | المالديف                 | 3–0           | 0–2           |
| بنغلاديش      | 1–6                     | طاجيكستان                | 1–1           | 0–5           |
| منغوليا       | 2–9                     | كوريا الشمالية           | 1–4           | 1–5           |
| عمان          | 4–0                     | نيبال                    | 2–0           | 2–0           |
| فلسطين        | 0–7                     | سنغافورة                 | 0–41          | 0–36          |
| لبنان         | 6–3                     | الهند                    | 4–1           | 2–2           |
| كمبوديا       | 1–5                     | تركمانستان               | 0–1           | 1–4           |
| غوام          | انسحب3                  | إندونيسيا                |               |               |

1. لأسباب أمنية تم نقل مباراة منتخب العراق على ملعبه إلى سوريا كما تم نقل مباراة منتخب فلسطين على ملعبه إلى قطر ومباراة منتخب أفغانستان على ملعبه إلى طاجيكستان.[1]
2. ^ انسحب منتخبا بوتان وغوام بعد القرعة، وقبل لعب أيّة مباريات..[2][3]
3. ^ قرر الفيفا نقل مباراة منتخب ميانمار على ملعبه إلى ماليزيا.[4]
4. ^ قرر منتخب تيمور الشرقية نقل مباراته على ملعبه إلى إندونيسيا.
5. ^ فشل منتخب فلسطين في الوصول إلى ملعب المباراة فتقرر اعتبار منتخب سنغافورة فائزا 3-0. تقدم اتحاد فلسطين لكرة القدم بمذكرة احتجاج على إعادة تعديل موعد المباراة لأنه لم يستطع الحصول على ترخيص لمغادرة قطاع غزة ولكن الاتحاد الدولي لكرة القدم رفض الاحتجاج.[5]

## المباريات
| باكستان | 0–7   | العراق                                                                       |
| ------- | ----- | ---------------------------------------------------------------------------- |
|         | تقرير | نشأت أكرم 19' · مهدي كريم 24'، 49'، 88'، 90' · جاسم محمد 71' · عماد محمد 83' |

| العراق | 0–0   | باكستان |
| ------ | ----- | ------- |
|        | تقرير |         |

فاز العراق 7 – 0 في مجموع المباراتين وتأهل إلى الدور الثالث.
| أوزبكستان | 9–0   | تايبيه الصينية |
| --- | ----- | -------------- |
| ماكسيم شاتسكيخ 4'، 16'، 34'، 57'، 77' · تيمور كابادزه 26' · فيكتور كاربينكو 43' · أولوغبيك باكاييف 54' · شوكت سالوموف 68' | تقرير |                |

| تايبيه الصينية | 0–2   | أوزبكستان                            |
| -------------- | ----- | ------------------------------------ |
|                | تقرير | إسلوم إنوموف 79' · إلهام سويونوف 89' |

فازت أوزبكستان 11 – 0 في مجموع المباراتين وتأهلت إلى الدور الثالث.
| تايلاند | 6–1   | ماكاو             |
| --- | ----- | ----------------- |
| سارايوت تشايكامدي 12'، 49' · تيراسيل دانغدا 21' · تيراتب وينوتاي 55' (ركلة.) · باتيبارن فيتفون 82' · داتساكورن تونغلاو 90+1' | تقرير | تشان كين سينغ 23' |

| ماكاو               | 1–7   | تايلاند |
| ------------------- | ----- | --- |
| تشان كين سينغ 90+2' | تقرير | تيراسيل دانغدا 22' · سوري سوخا 39' · نيروت سوراسيانغ 43' · داتساكورن تونغلاو 48' · سارايوت تشايكامدي 53'، 57'، 86' |

فازت تايلاند 13 – 2 في مجموع المباراتين وتأهل إلى الدور الثاني.
| سريلانكا | 0–1   | قطر                |
| -------- | ----- | ------------------ |
|          | تقرير | سباستيان سوريا 68' |

| قطر                                                               | 5–0   | سريلانكا |
| ----------------------------------------------------------------- | ----- | -------- |
| سباستيان سوريا 4'، 76' · سيد علي البشير 17'، 55' · سعد الشمري 85' | تقرير |          |

فازت قطر 6 – 0 في مجموع المباراتين وتأهل إلى الدور الثالث.
| الصين                                                                                        | 7–0   | ميانمار |
| -------------------------------------------------------------------------------------------- | ----- | ------- |
| تشو بو 17'، 81' · دو زهينيو 22' · يانغ لين 58' · ليو جيان 63' · لي جينيو 76' · لي ويفينغ 79' | تقرير |         |

| ميانمار | 0–4   | الصين                                                              |
| ------- | ----- | ------------------------------------------------------------------ |
|         | تقرير | وو ويان 13' · ليو جيان 14' · تشنغ بين 35' · تشنغ يوكون 39' (ركلة.) |

فازت الصين 11 – 0 في مجموع المباراتين وتأهلت إلى الدور الثالث.
| بوتان | انسحب | الكويت |
| ----- | ----- | ------ |
|       |       |        |

انسحبت بوتان. تأهلت الكويت إلى الدور الثالث.
| قرغيزستان                                       | 2–0   | الأردن |
| ----------------------------------------------- | ----- | ------ |
| تشولبونبيك إيسنكول أوولو 45' · أيبيك بوكويف 76' | تقرير |        |

| الأردن                                  | 2–0 (وقت إضافي) | قرغيزستان |
| --------------------------------------- | --------------- | --------- |
| محمود شلباية 34' · حاتم عقل 51' (ركلة.) | تقرير           |           |

2 – 2 في مجموع المباراتين بعد الوقت الإضافي; فازت الأردن 6 – 5 في ركلات الجزاء وتأهلت إلى الدور الثالث.
| فيتنام | 0–1   | الإمارات العربية المتحدة |
| ------ | ----- | ------------------------ |
|        | تقرير | بشير سعيد 79'            |

| الإمارات العربية المتحدة                                                                          | 5–0   | فيتنام |
| ------------------------------------------------------------------------------------------------- | ----- | ------ |
| إسماعيل مطر 13' · أحمد دادا 40' · محمد سعيد الشحي 53' · نواف مبارك 90' · سعيد الكاس 90+4' (ركلة.) | تقرير |        |

فازت الإمارات العربية المتحدة 6 – 0 في مجموع المباراتين وتأهلت إلى الدور الثالث.
| البحرين                                                                                  | 4–1   | ماليزيا                 |
| ---------------------------------------------------------------------------------------- | ----- | ----------------------- |
| عبد الله فتاي 4' · جيسي جون أوكوونوان 15' · محمود عبد الرحمن 55' · علاء حبيل 90' (ركلة.) | تقرير | محمد بونيامين عمر 45+2' |

| ماليزيا | 0–0   | البحرين |
| ------- | ----- | ------- |
|         | تقرير |         |

فازت البحرين 4 – 1 في مجموع المباراتين وتأهلت إلى الدور الثالث.
| تيمور الشرقية | 2–3   | هونغ كونغ                                           |
| ------------- | ----- | --------------------------------------------------- |
| Ary 41'، 69'  | تقرير | تشينغ سيو واي 25'، 50' · ألفريدو إستيفيز 35' (ه.ذ.) |

| هونغ كونغ                                                                                             | 8–1   | تيمور الشرقية |
| --- | ----- | ------------- |
| لو كوان يي 2' · تشان سيو كي 5'، 78'، 85' · تشونغ ساي هو 49' · تشينغ سيو واي 67'، 70' · لام كا واي 83' | تقرير | Ary 53'       |

فازت هونغ كونغ 11 – 3 في مجموع المباراتين وتأهلت إلى الدور الثاني.
| سوريا                                               | 3–0   | أفغانستان |
| --------------------------------------------------- | ----- | --------- |
| محمد زينو 73'، 87' (ركلة.) · ماهر السيد 81' (ركلة.) | تقرير |           |

| أفغانستان           | 1–2   | سوريا                             |
| ------------------- | ----- | --------------------------------- |
| عبيد الله كريمي 16' | تقرير | عاطف جنيات 17' · فراس إسماعيل 64' |

فازت سوريا 5 – 1 في مجموع المباراتين وتأهلت إلى الدور الثاني.
| اليمن                                            | 3–0   | المالديف |
| ------------------------------------------------ | ----- | -------- |
| محمد سالم 44' · فكري الحبيشي 66' · هيثم ثابت 80' | تقرير |          |

| المالديف                       | 2–0   | اليمن |
| ------------------------------ | ----- | ----- |
| شامويل قاسم 14' · علي أشفق 67' | تقرير |       |

فازت اليمن 3 – 2 في مجموع المباراتين وتأهلت إلى الدور الثاني.
| بنغلاديش  | 1–1   | طاجيكستان                   |
| --------- | ----- | --------------------------- |
| Mithu 50' | تقرير | نعمانجان حكيموف 58' (ركلة.) |

| طاجيكستان                                                                   | 5–0   | بنغلاديش |
| --------------------------------------------------------------------------- | ----- | -------- |
| نعمانجان حكيموف 47'، 48'، 76' (ركلة.) · Mukhiddinov 51' · ديلشود فاسييف 71' | تقرير |          |

فازت طاجيكستان 6 – 1 في مجموع المباراتين وتأهلت إلى الدور الثاني.
| منغوليا       | 1–4   | كوريا الشمالية                               |
| ------------- | ----- | -------------------------------------------- |
| Selenge 90+3' | تقرير | باك تشول من 14' · جونغ تشول من 24'، 32'، 81' |

| كوريا الشمالية                                                             | 5–1   | منغوليا                  |
| -------------------------------------------------------------------------- | ----- | ------------------------ |
| باك تشول من 3'، 79' · كم غك جن 10' · جونغ تشول من 36' · جون كوانغ إك 90+1' | تقرير | دونوروفين لومبنغاراف 41' |

فازت كوريا الشمالية 9 – 2 في مجموع المباراتين وتأهلت إلى الدور الثالث.
| عمان                                | 2–0   | نيبال |
| ----------------------------------- | ----- | ----- |
| فوزي بشير 5' · حسن مظفر 21' (ركلة.) | تقرير |       |

| نيبال | 0–2   | عمان                           |
| ----- | ----- | ------------------------------ |
|       | تقرير | هاشم صالح 29' · محمد مبارك 54' |

فازت عمان 4 – 0 في مجموع المباراتين وتأهلت إلى الدور الثالث.
| فلسطين | 0–4   | سنغافورة                                               |
| ------ | ----- | ------------------------------------------------------ |
|        | تقرير | شي جياي 44'، 53' · جون ويلكينسون 73' · نوح علم شاه 86' |

| سنغافورة | 3–0 مُنِحَت | فلسطين |
| -------- | -------- | ------ |
|          | تقرير    |        |

فازت سنغافورة 7 – 0 في مجموع المباراتين وتأهلت إلى الدور الثاني.
| لبنان                                               | 4–1   | الهند            |
| --------------------------------------------------- | ----- | ---------------- |
| رضا عنتر 33' · محمد غدار 62'، 76' · محمود العلي 63' | تقرير | سونيل تشيتري 30' |

| الهند                               | 2–2   | لبنان                      |
| ----------------------------------- | ----- | -------------------------- |
| سونيل تشيتري 29' · ستيفن دياز 90+2' | تقرير | محمد غدار 72' (ركلة.)، 85' |

فاز لبنان 6 – 3 في مجموع المباراتين وتأهل إلى الدور الثالث.
| كمبوديا | 0–1   | تركمانستان            |
| ------- | ----- | --------------------- |
|         | تقرير | ماميدالي قرادانوف 85' |

| تركمانستان                                                         | 4–1   | كمبوديا  |
| ------------------------------------------------------------------ | ----- | -------- |
| ميكان نصيروف 41' · أرتر غيفوركيان 50'، 66' · ماميدالي قرادانوف 74' | تقرير | Nasa 12' |

فازت تركمانستان 5 – 1 في مجموع المباراتين وتأهلت إلى الدور الثاني.
| غوام | انسحب | إندونيسيا |
| ---- | ----- | --------- |
|      |       |           |

انسحبت غوام. تأهلت إندونيسيا إلى الدور الثاني.